# Луис (окръг, Вашингтон)
Вижте пояснителната страница за други значения на Луис.
Окръг Луис (на английски: Lewis County) е окръг в щата Вашингтон, Съединени американски щати. Площта му е 6309 km², а населението – 78 200 души (2017). Административен център е град Шъхейлис.

## Градове
- Вейдър
- Мосирок
- Напавайн
- Пи Ел
- Сентралия
- Уинлок